# Wiktor Tiunow
Wiktor Fotiejewicz Tiunow (ros. Виктор Фотеевич Тиунов, ur. 1897 we wsi Jegoszaty w guberni permskiej, zm. 20 stycznia 1938) – funkcjonariusz radzieckich służb specjalnych.

## Życiorys
Skończył szkołę wiejską, był robotnikiem rolnym, w latach 1916–1917 odbywał służbę wojskową w Tomsku, 1917 członek tomskiej rady garnizonowej. Od marca 1917 w SDPRR(b), od grudnia 1917 członek gubernialnego komitetu wykonawczego w Tomsku, od stycznia do maja 1918 przewodniczący miejskiego komitetu wykonawczego w Tomsku, aresztowany przez białych, zbiegł. Od 1918 do lutego 1919 przewodniczący podziemnego komitetu RKP(b) w Barnaule, ponownie aresztowany, zbiegł, prowadził działalność podziemną w Omsku, został przewodniczącym omskiego podziemnego komitetu RKP(b), od grudnia 1919 do stycznia 1920 sekretarz Syberyjskiej Czeki. Od 19 stycznia do 2 lutego 1920 przewodniczący gubernialnej Czeki w Tomsku, od lutego do grudnia 1920 przewodniczący gubernialnej Czeki w Semipałatyńsku, od 24 stycznia do 10 marca 1921 przewodniczący irkuckiej gubernialnej Czeki, od marca 1921 do 6 lutego 1922 przewodniczący omskiej gubernialnej Czeki, a od 6 lutego 1922 do 24 lipca 1923 przewodniczący gubernialnego oddziału GPU w Omsku. Od lipca 1923 szef Sekcji Tajno-Operacyjnej Wydziału Specjalnego OGPU Zachodniosyberyjskiego Okręgu Wojskowego, od 23 sierpnia 1923 do września 1925 szef jenisejskiego gubernialnego oddziału GPU, od września do listopada 1925 przewodniczący Komitetu Wykonawczego Jenisejskiej Rady Gubernialnej, 1925–1927 przewodniczący Komitetu Wykonawczego Rady Okręgowej w Krasnojarsku, 1927-1929 zastępca przewodniczącego, a 1929–1930 przewodniczący Syberyjskiego Krajowego Sownarchozu. Od sierpnia 1930 do marca 1932 przewodniczący Zachodniosyberyjskiego Krajowego Sownarchozu, od marca 1932 do lutego 1937 przewodniczący Zachodniosyberyjskiej Krajowej Komisji Planowania i zastępca przewodniczącego Komitetu Wykonawczego Zachodniosyberyjskiej Rady Krajowej, od 13 lutego do 1 sierpnia 1937 szef Głównego Zarządu Państwowej Fotografii i Kartografii NKWD ZSRR. 10 grudnia 1937 aresztowany, 20 stycznia 1938 skazany na śmierć przez Wojskowe Kolegium Sądu Najwyższego ZSRR i rozstrzelany. 6 czerwca 1956 pośmiertnie zrehabilitowany.